# Alcazaba de la Alhambra
La Alcazaba (en árabe: القصبة‎, romanizado: al-qaṣabah, lit. 'ciudadela') es una fortaleza situada en el extremo occidental de la Alhambra en Granada, España. Su nombre proviene del término árabe al-qaṣabah ('la ciudadela' o qasba), que se convirtió en alcazaba en español.: 9  Es la parte más antigua que se conserva de la Alhambra, ya que fue construida por Muhammad ibn Nasr, fundador de la dinastía nazarí, después de 1238.: 25 : 81  Se levanta en el emplazamiento de una fortaleza anterior construida por la Reino zirí de Granada en el siglo XI.: 81 

## Historia

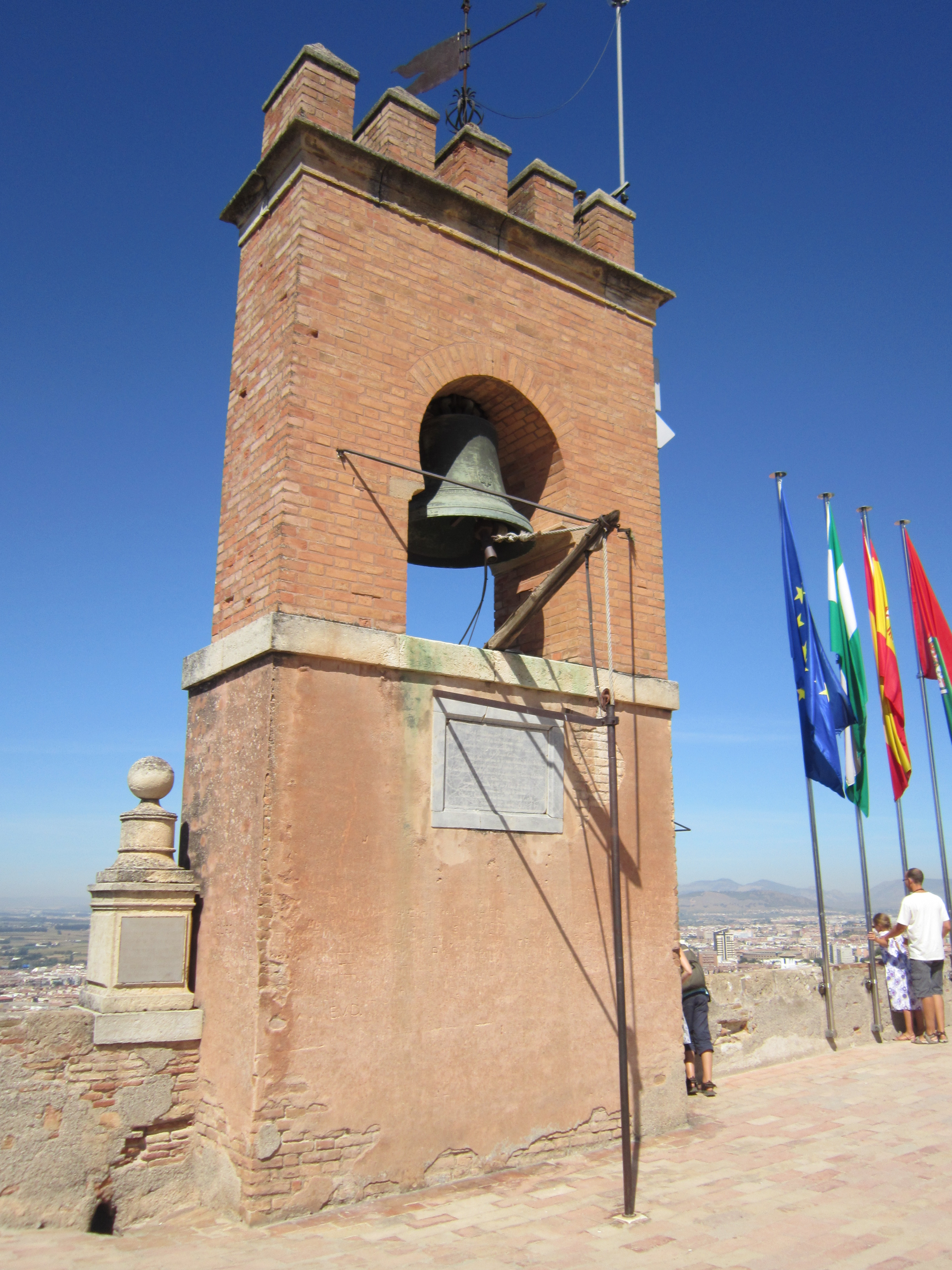
Banderas y campana histórica en lo alto de la Torre de la Vela en la actualidad.

La Alcazaba está situada en el extremo occidental del cerro de la Sabika, un promontorio que sobresale de las estribaciones de Sierra Nevada. Es una posición defensiva natural y fue fortificada a partir del siglo IX.: 23  Existía una fortaleza (ḥiṣn) llamada Ġarnāṭa (también transliterada como Gharnāṭa) en el lado sur del río Darro. El asentamiento aquí tenía una población mayoritariamente judía, por lo que también se conocía como Gharnāṭat al-Yahūd («“Gharnāṭa” de los judíos»). Durante el primer periodo de taifas en el siglo XI Granada se convirtió en el centro de una taifa local cuyos gobernantes vivían en una ciudadela y palacio en la colina del Albaicín conocida como al-Qaṣaba al-Qadīma («Ciudadela Vieja» o «Palacio Viejo»).: 149 : 81, 293  Estaba conectada con otras dos fortalezas en las colinas de Sabika y Mauror, al sur. La fortaleza de la colina Sabika se conocía como al-Qasaba al-Yadida («Ciudadela Nueva»).  Probablemente era de proporciones modestas en comparación con la Alcazaba actual. Su suministro de agua estaba garantizado por una cisterna in situ, así como por una muralla con torres que descendían hasta el río Darro, lo que permitía a los soldados recoger agua de forma segura y llevarla de vuelta a la fortaleza.: 179–181 
En 1145, la fortaleza de la colina de la Sabika fue utilizada como refugio por las fuerzas opositoras a los almorávides. En 1167, los opositores a los almohades volvieron a utilizarla. Tras capturarla, los almohades emprendieron algunas reparaciones en la fortaleza dañada.: 181  En 1238 Muhammad ibn Nasr hizo de Granada la capital del reino nazarí. Inicialmente se instaló en la antigua alcazaba zirí de la colina del Albaicín, pero a los pocos meses se trasladó a la colina de la Sabika, donde fundó una nueva alcazaba e inició la construcción de la Alhambra. Reutilizó algunos de los cimientos de la anterior fortaleza zirí y construyó sobre ellos la nueva Alcazaba, cerró el resto de la colina con una muralla perimetral y terminó ese mismo año un acueducto que permitió el posterior desarrollo de la zona.: 23  Ibn Nasr no tuvo tiempo de terminar ningún palacio nuevo importante y es posible que viviera inicialmente en la actual torre del homenaje de la Alcazaba, antes de trasladarse más tarde a una modesta casa en el emplazamiento del actual Palacio de Carlos V.: 129  En la actualidad, la Alcazaba es la parte más antigua que se conserva de la Alhambra.: 25  Algunos de los cimientos del muro interior norte de la Alcazaba datan probablemente de la época zirí.: 154  Entre los añadidos nazaríes posteriores, Yusuf I (r. 1333-1354) añadió lo que hoy se conoce como Torre Quebrada al muro oriental de la fortaleza en el siglo XIV.

Según la tradición, cuando Granada y la Alhambra fueron entregadas a los Reyes Católicos el 2 de enero de 1492, la bandera de la Castilla fue izada ese mismo día sobre la Torre de la Vela de la Alcazaba.: 80 : 82, 90  En el siglo XVI, los españoles introdujeron múltiples modificaciones y ampliaciones en la fortaleza para fortificarla contra las armas de artillería de pólvora, que ya se habían convertido en un elemento habitual de la guerra. Estos cambios comenzaron en 1492 y se completaron en su mayor parte hacia 1589.: 84  A pesar de todas estas grandes obras de fortificación, la fortaleza no vio mucha acción en ningún enfrentamiento militar. Tras el fin de la Rebelión morisca de 1568-1571 y la expulsión de la población morisca en 1609 hubo pocas amenazas para Granada o la Alhambra.: 93 
A principios del siglo XX los arqueólogos limpiaron de escombros el interior de la fortaleza y excavaron allí los restos de la zona urbana.: 86  En época moderna también se llevaron a cabo reparaciones y restauraciones en el resto de la fortaleza, sobre todo bajo la dirección de Leopoldo Torres Balbás, que fue conservador arquitectónico del recinto entre 1923 y 1936.: 176 

## Descripción

### Trazado general y estructura

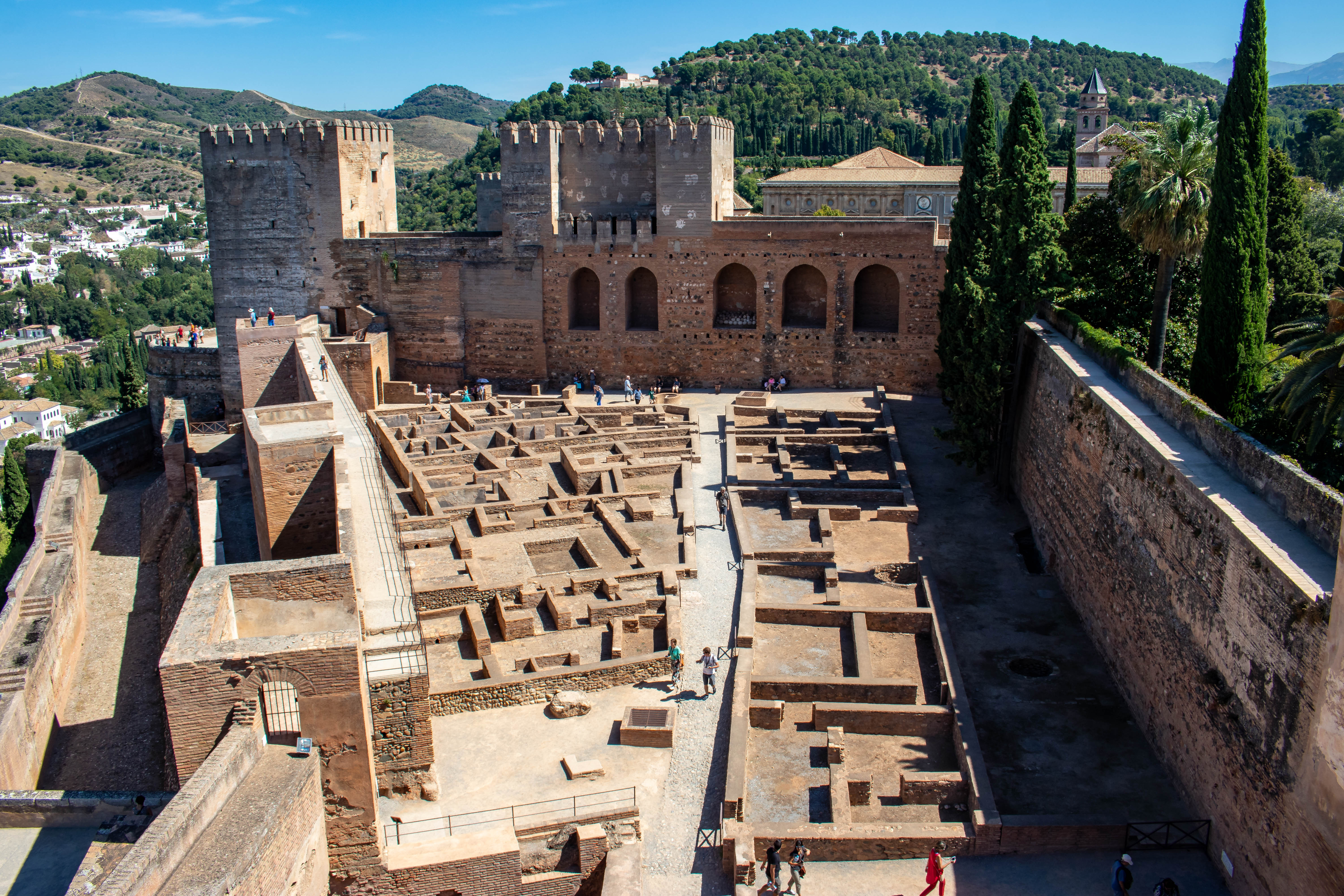
Vista desde la Torre de la Vela, mirando hacia el este por el interior de la Alcazaba. La Torre del Homenaje está a la izquierda, al fondo, y la Torre Quebrada a su derecha.

La Alcazaba tiene una planta aproximadamente triangular, cuyos vértices son la 'Torre de la Vela al oeste, la Torre del Homenaje al noreste y la Torre Hueca al sureste. El espacio vacío dentro de las murallas de este triángulo está ocupado por una zona residencial con servicios urbanos.

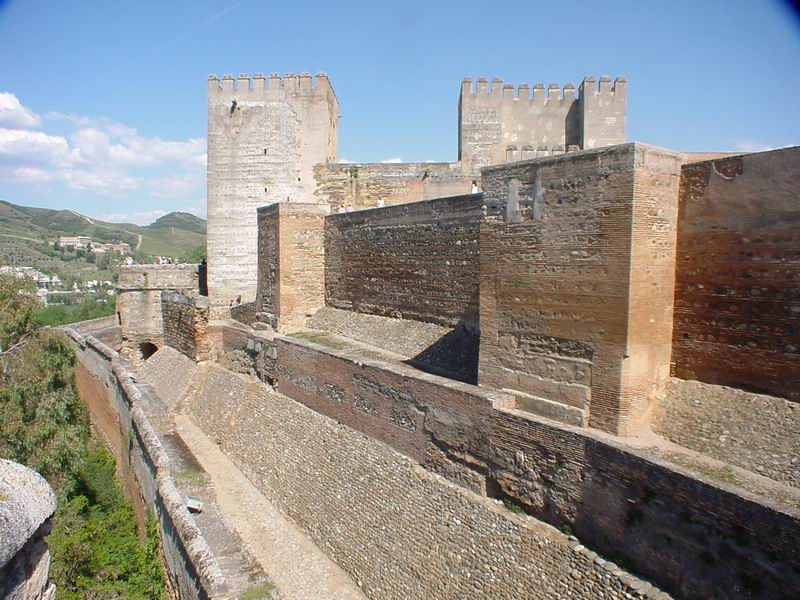
Vista de los muros y murallas del lado norte de la fortaleza.

La fortaleza está protegida por múltiples capas de murallas. Esto es especialmente evidente en el lado norte, donde está defendida por hasta tres líneas de murallas correspondientes a distintos elementos del sistema defensivo de la Alhambra.: 86  La muralla interior es alta y está jalonada por tres pequeñas torres rectangulares o bastiones, con cimientos ziríes. Conecta con la Torre del Homenaje en un extremo y con la Torre de la Vela en el otro. La segunda muralla, por debajo de la interior, corresponde a un muro exterior de cerramiento que rodea toda la Alcazaba conocido como adarve. El tercer muro, el más exterior, forma parte del muro perimetral más largo que rodea toda la Alhambra. En esta zona también protege la calzada que discurre entre la ciudad y el interior de la Alhambra, pasando por la conocida como Puerta de las Armas.: 86  En la zona de esta muralla exterior, cerca de la Puerta de las Armas, se encuentra una estructura en ruinas que antiguamente albergaba los establos.: 91   Los muros principal meridional y oriental de la Alcazaba, que forman los otros dos lados del «triángulo», también se alzan tras una muralla exterior de cerramiento.

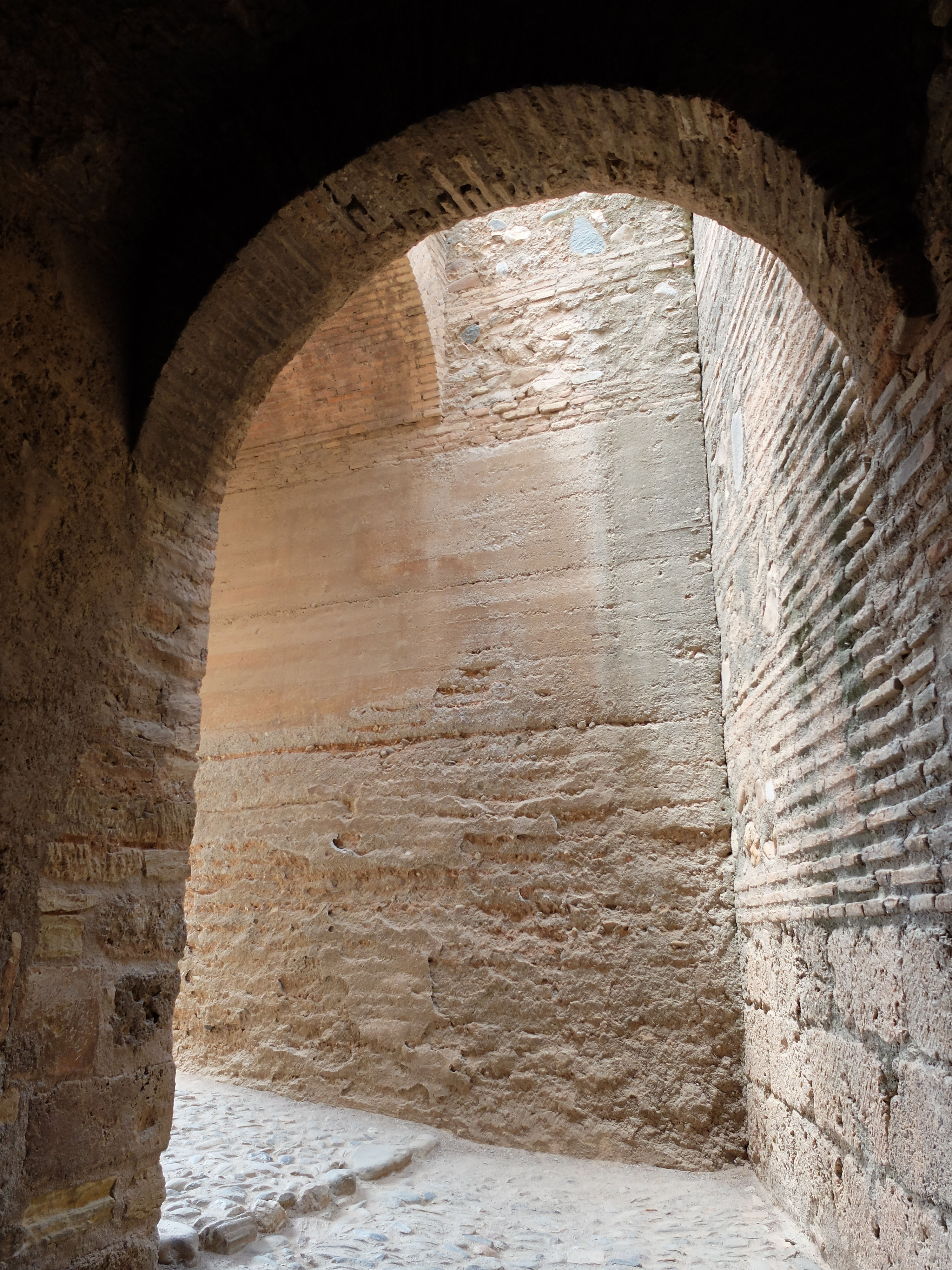
La puerta de entrada a la fortaleza interior, junto a la Torre del Homenaje.

La entrada al recinto de la Alcazaba se encuentra en su lado este, de cara al resto de la Alhambra. La entrada a la fortaleza interior, sin embargo, estaba oculta en la base de la Torre del Homenaje. Al estar oculta, resultaba más difícil para los espías u observadores vigilar los movimientos dentro de la fortaleza, como el cambio de guardia. Se accedía a ella por una rampa sinuosa que giraba varias veces, lo que frenaba a los posibles atacantes. La propia puerta tiene una entrada curvada, parte de la cual está sin techar para permitir a los defensores lanzar proyectiles desde arriba sobre cualquier atacante que entre por la puerta.: 86 
Los muros están construidos en su mayor parte con tapial, como el resto de la Alhambra. Se utilizó un hormigón a base de cal como aglutinante, especialmente alrededor de la base de los muros que soportaban una carga pesada. Para las zonas interiores y los elementos decorativos se utilizó ladrillo. Para la puerta de acceso a la fortaleza interior se utilizó piedra.: 282–286  En la base exterior de las murallas defensivas suele haber un refuerzo mural inclinado llamado alambor ('escarpa'), que dificultaba el ataque a las murallas.: 86 

### Torre del Homenaje y torres orientales

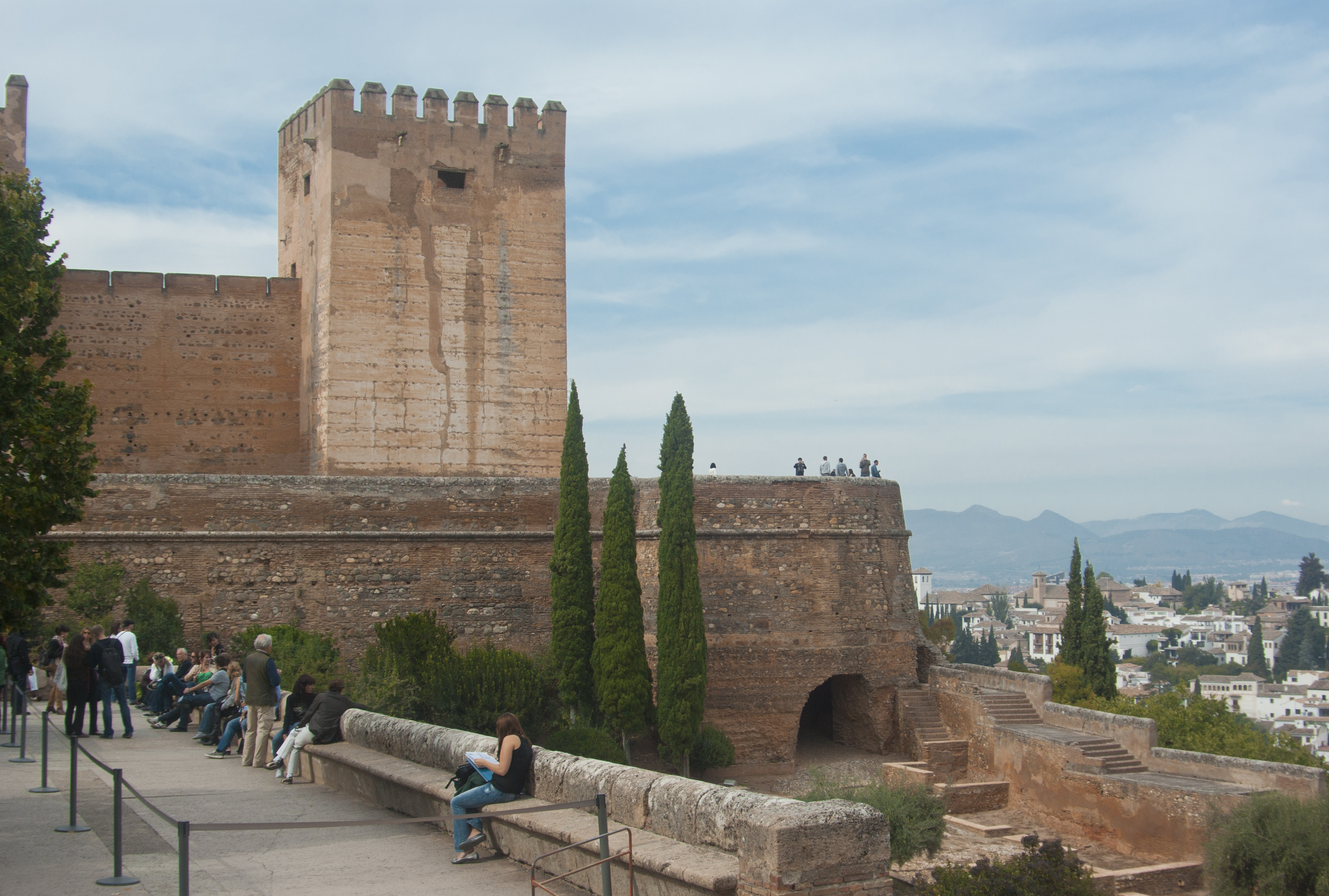
La Torre del Homenaje, vista desde el este. Debajo, a la derecha, la Torre del Cubo, baluarte reforzado en el para resistir mejor los ataques de la artillería de pólvora.

La Torre del Homenaje es la torre más alta de la Alcazaba, siendo su terraza el punto más elevado de la fortaleza.: 154  Situada en la esquina noreste de la fortaleza, la torre tiene 26 m de altura y su base mide 12,12 por 10,46 m.: 368  Debido a su posición dominante, servía como torre del homenaje y puesto de mando militar del complejo, desde donde los comandantes nazaríes coordinaban las defensas de la Alhambra en caso de ataque. Desde la terraza se podían enviar señales visuales a otras torres de vigilancia de la zona, posiblemente con la ayuda de espejos o señales de humo.: 154 : 85  La torre tiene cinco plantas cubiertas por una variedad de techos abovedados. Uno de estos niveles albergaba la residencia del comandante de la guardia de la Alhambra. La residencia estaba organizada de forma similar a las casas con patio típicas de la época y que también se encuentran en la zona urbana de la fortaleza. Es posible que el primer emir nazarí, Muhammed I, viviera en el interior de esta torre tras la fundación de la Alhambra.: 154 
La Torre del Homenaje forma el extremo norte de la muralla oriental de la fortaleza. Otras dos torres forman parte de esta muralla. En el centro está la Torre Quebrada, una torre rectangular alta y ancha. En el extremo sur de la muralla se encuentra la Torre Hueca, más pequeña.: 155  En la base norte de la Torre del Homenaje se alza otra torre, la Torre del Cubo. Esta torre, de perfil redondeado en su cara exterior, fue añadida en época cristiana como parte de otras mejoras para proporcionar una mejor protección contra la artillería de pólvora de la época. Se construyó en torno a una torre cuadrada ya existente en época nazarí, conocida como Torre de la Tahona, que formaba parte de una puerta conocida como Puerta de la Tahona, hoy desaparecida.: 86 

### Torre de la Vela y el bastión occidental

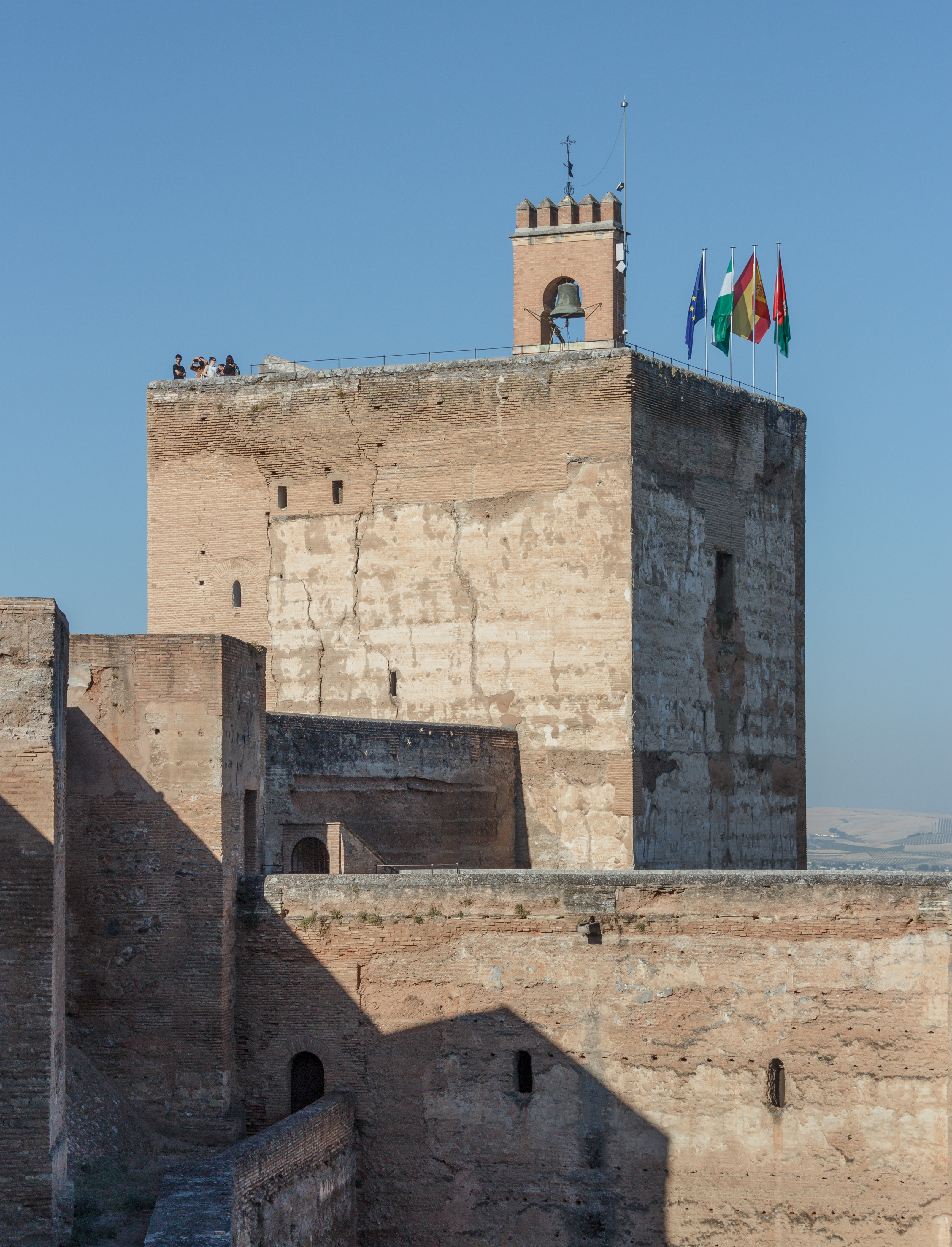
Torre de la Vela, vista desde el este.

El extremo occidental de la Alcazaba está dominado por una maciza torre bastión cuadrada conocida como Torre de la Vela, también llamada antiguamente Torre del Sol.: 89 : 282  Esta torre es visible desde la mayor parte de la ciudad y su gran terraza permite disfrutar de vistas dominantes de la zona. Dentro de la torre hay cuatro niveles de cámaras. Las cámaras presentan un espacio central abovedado rodeado de galerías con pilares de ladrillo y más techos abovedados.: 90–91  Como era típico en otras grandes torres nazaríes (pero especialmente evidente aquí), la cámara de cada piso es mayor que la inferior, de modo que los muros exteriores de la torre se hacen progresivamente más delgados hacia la parte superior. Esto aligeraba las partes superiores de la torre y le daba mayor estabilidad estructural.: 90  La escalera original del periodo nazarí no se ha conservado y probablemente se encontraba en una ubicación diferente a la que se utiliza actualmente para subir a la torre.: 90 : 282 
Desde la conquista cristiana, la torre está coronada por una campana que podía tocarse para dar la alarma. La campana también sonaba a horas regulares durante el día y la noche, lo que ayudaba a los habitantes de la ciudad a regular sus días, y también sonaba para marcar días especiales, como el «Día de la Conquista», que conmemora la rendición de la ciudad a la España católica el 2 de enero de 1492.: 282 : 90  Debido a esta campana, la torre también se conoce como Torre de la Campana.: 90  La campana se encontraba antiguamente en la esquina noreste de la terraza, pero fue trasladada a su actual ubicación central y occidental en 1840. Debido a su uso regular, la campana también tuvo que ser sustituida en 1569, 1598, 1624, 1640, 1655, y por última vez en 1755, cuando se instaló la campana actual. El beffroi también fue destruido por un rayo y reconstruido en 1882.
: 90  La campana se convirtió en símbolo de Granada y se integró en el escudo de la ciudad en 1843..: 90 

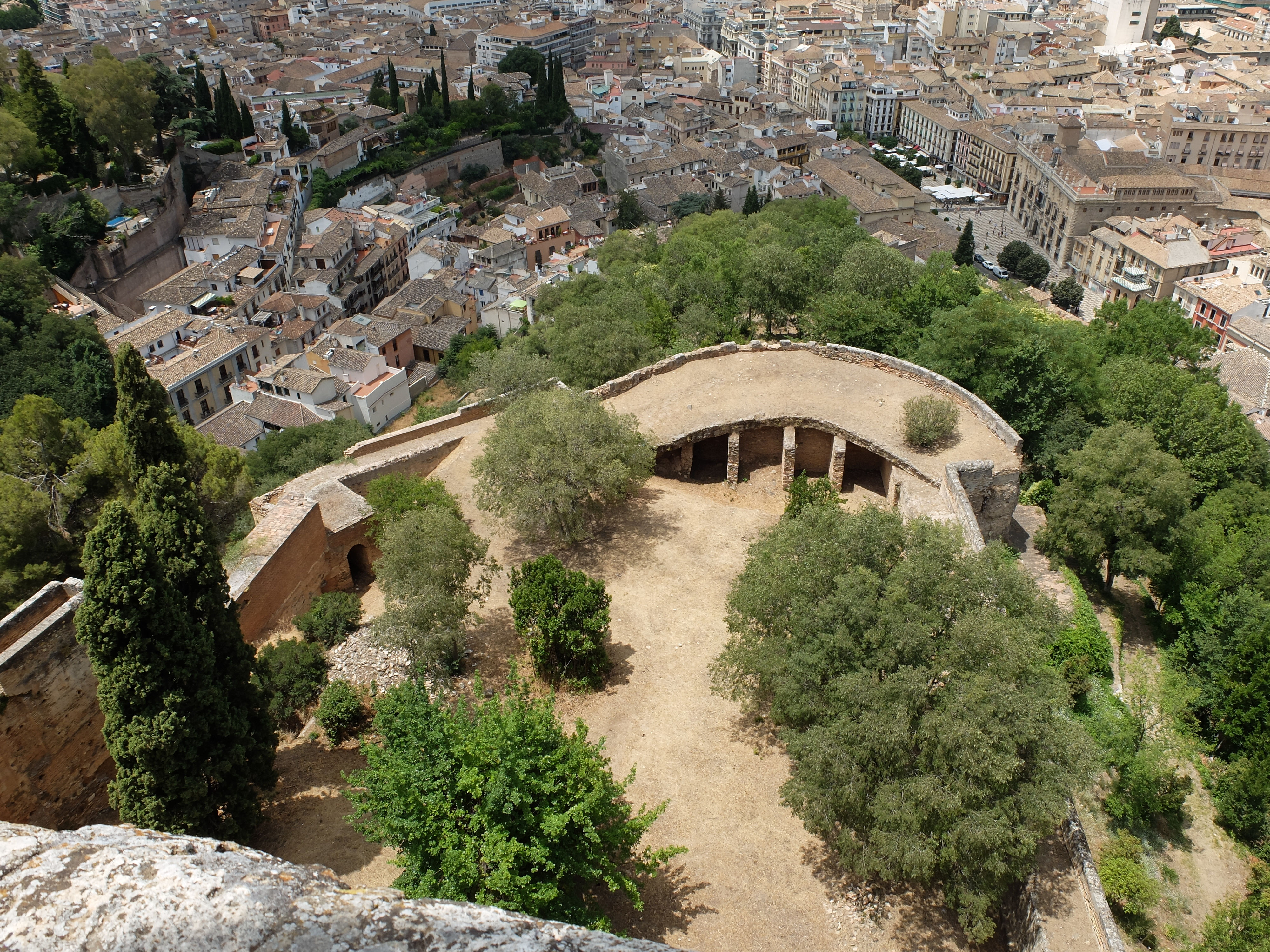
El Revellín (bastión occidental bajo la Torre de la Vela).

En la base occidental de la torre hay un amplio bastión que se extiende hacia la ciudad, conocido como el Revellín. Existía al menos desde el XV, pero su historia no está claramente establecida..: 90–91 : 328  A su alrededor también existen vestigios de otras antiguas estructuras, como una conexión perdida con la ciudad y una antigua puerta de entrada a la Alcazaba. Los vestigios de la puerta son visibles en un arco de herradura y una bóveda de ladrillo que ha quedado oculta por posteriores ampliaciones de la muralla.: 90–91  El Revellín está conectado por otra muralla con las Torres Bermejas, una fortificación periférica en la colina de Mauror, al sur de la Alhambra.: 91  Entre el Revellín y la base de la Torre de la Vela se encuentra la muralla exterior o muralla que rodea la base de las murallas interiores de la Alcazaba. La pasarela dentro de esta muralla conecta tanto con la Puerta de las Armas como con la entrada a la fortaleza interior.: 91 

### Zona urbana interior

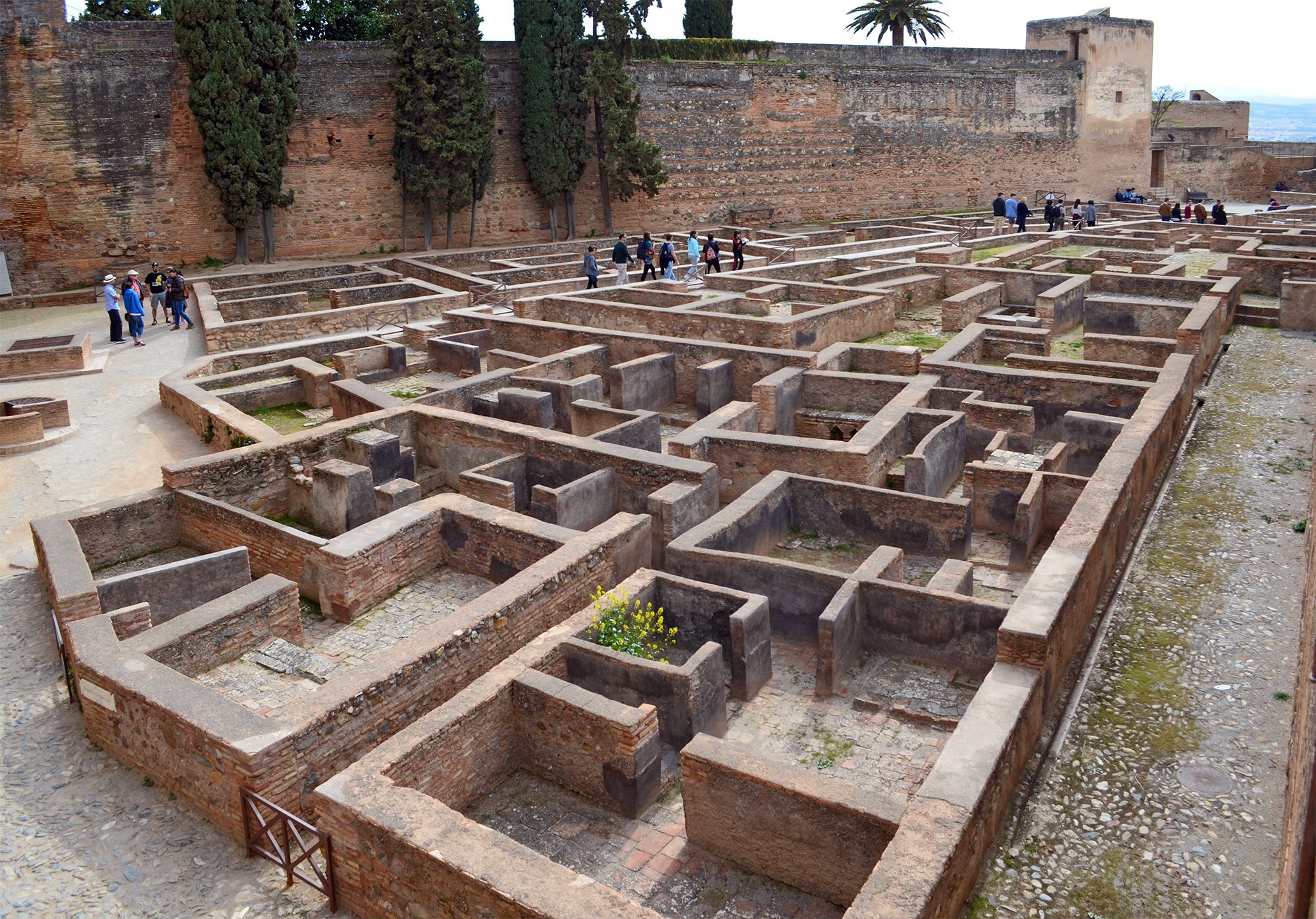
Vista del distrito urbano dentro de la fortaleza interior. En primer plano se ven los restos de las casas del lado norte.

La zona intramuros de la fortaleza interior estaba ocupada en época nazarí por un pequeño barrio residencial, conocido como Barrio Castrense. Las antiguas estructuras ya no existen, pero sus cimientos se han excavado y son visibles hoy en día. Una calle larga y estrecha atraviesa el centro del barrio de este a oeste y lo divide en dos zonas. En el lado norte de la calle hay un conjunto de entre diez y diecisiete casas con diseños similares pero de distintos tamaños.: 281 : 154  Se ajustan a la arquitectura típica de las casas andalusíes de la época. Tienen entradas dobladas que protegen la intimidad del interior. Cada casa gira en torno a un patio interior o patio con un elemento de agua como una fuente o alberca, con varias habitaciones dispuestas a su alrededor. Cada casa disponía de una letrina que se enjuagaba con la ayuda del agua de una cisterna.: 281–282  Estas casas estaban habitadas por los guardias de élite de la Alhambra, junto con sus familias.: 154 

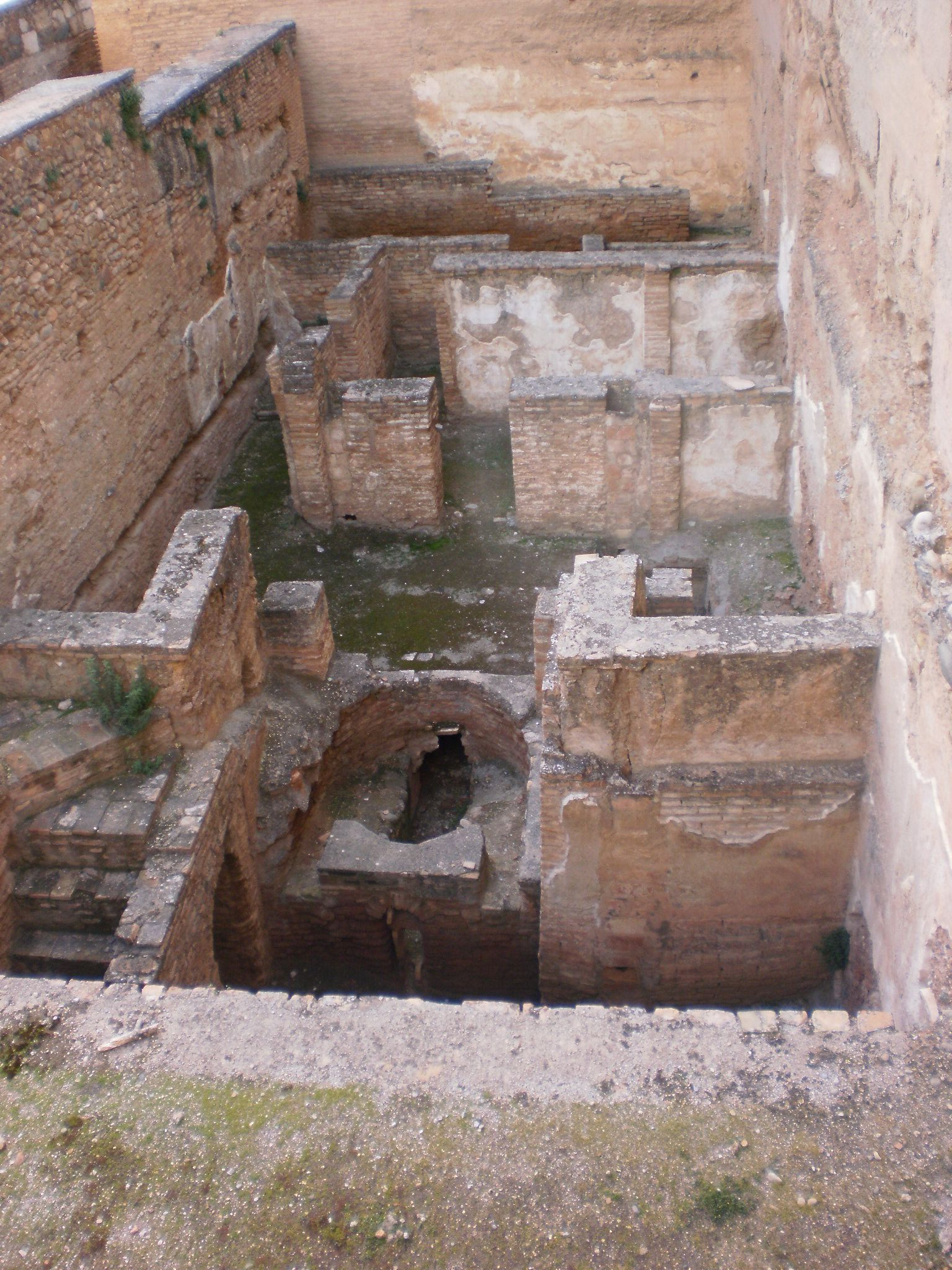
Restos del hamán en el extremo oeste del recinto.

En el lado sur de la calle principal hay otro conjunto de estructuras similares a las casas del lado norte, pero con una planta más regular. Probablemente eran almacenes o residencias de tropas jóvenes y guardias.: 282  En el extremo oeste de la zona urbana se encontraban varios servicios importantes: un hamán (casa de baños), una gran cisterna para abastecer de agua al distrito y una cocina comunal para proporcionar alimentos y raciones.: 282  La cisterna se reconstruyó en el siglo XVI.: 88  Las mazmorras se hicieron notorias para los cristianos españoles durante el periodo nazarí, ya que muchos prisioneros de guerra cristianos, especialmente los importantes, eran recluidos aquí, en la parte más segura de la Alhambra. Los prisioneros solían ser obligados a realizar trabajos manuales durante el día y, por la noche, se les volvía a bajar a las mazmorras. Las cámaras tienen forma de cúpula o campana, con una abertura en la parte superior por la que se bajaba a los prisioneros. En la parte inferior, las cámaras estaban divididas en zonas para dormir por muros de ladrillo que irradiaban hacia el exterior desde el centro de la sala.: 282 

### Las murallas del sur y el Jardín de los adarves

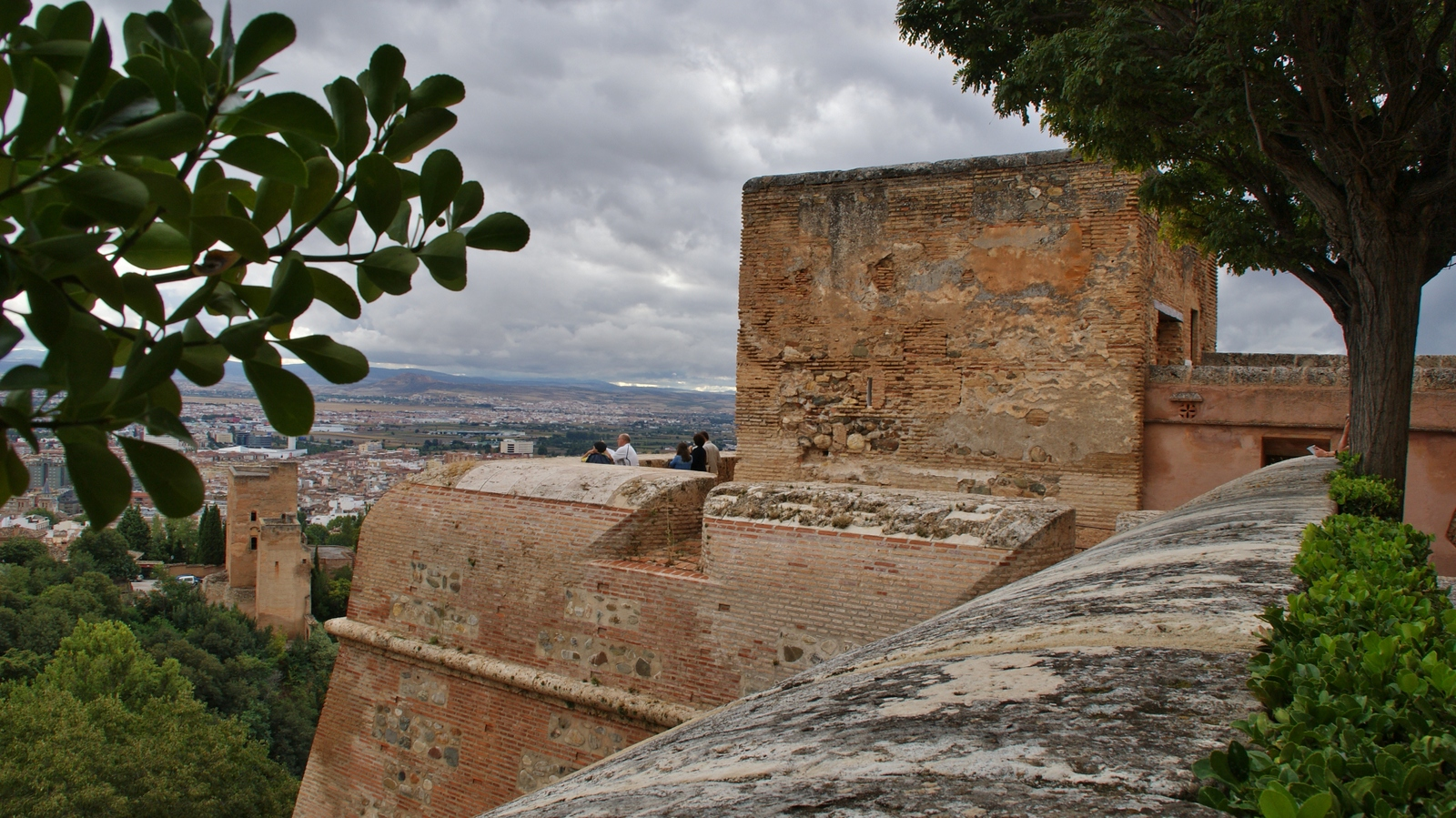
Torre de la Pólvora.

La Torre de la Pólvora es una pequeña torre que se alza en la base sur de la Torre de la Vela. Las murallas meridionales de la Alcazaba adquirieron importancia estratégica en el siglo XV, cuando la artillería de pólvora se convirtió en un elemento habitual de la guerra de asedio. En el siglo XVI se reforzó la torre con un bastión más grueso para resistir mejor los ataques de la artillería y permitir la colocación de una batería de cañones. La torre era estratégicamente importante para vigilar las murallas y fortificaciones cercanas y proteger el flanco de la mayor Torre de la Vela. Originalmente, también era una puerta de salida que permitía a las tropas salir y defender las otras murallas de esta zona, pero esta salida ha quedado enterrada bajo la muralla del Jardín de los adarves al este.: 91–92 
The Jardín de los adarves  es un jardín recreativo situado en la parte superior de la muralla sur exterior que discurre a lo largo de la base de la muralla interior de la fortaleza. Como parte de las mejoras realizadas en la fortaleza para actualizar sus defensas contra la artillería moderna, el foso o zanja entre la muralla exterior y la muralla interior se rellenó durante el siglo XVI, y fue y reforzada por una nueva y sofisticada muralla de ladrillo rematada por almenas curvas, dando a la fortificación su forma actual. Los documentos históricos sugieren que esta construcción tuvo lugar probablemente entre 1550 y 1555.: 92–93  Una vez terminada, la artillería ligera pudo estacionarse en la plataforma a lo largo de esta muralla. A partir del siglo XVI, Granada sufrió pocas amenazas militares y la Alcazaba perdió su importancia estratégica. Se desconoce la fecha exacta de la conversión de la plataforma de la muralla en jardín, pero probablemente tuvo lugar hacia 1628, cuando se construyó la primera de las dos fuentes murales del jardín.: 92–93  Esta primera fuente, en el extremo oriental del jardín, está tallada con imágenes de genios montados sobre delfines. En el centro del jardín también hay una fuente de pie tallada con motivos arabescos. Se trata de una ampliación que se añadió en 1624 a la fuente del Patio de los Leones, de construcción nazarí. Cuando en 1954 se restauró la Fuente de los Leones a su estado presumiblemente original, esta extensión se retiró y se trasladó aquí.: 92–93 

Jardín
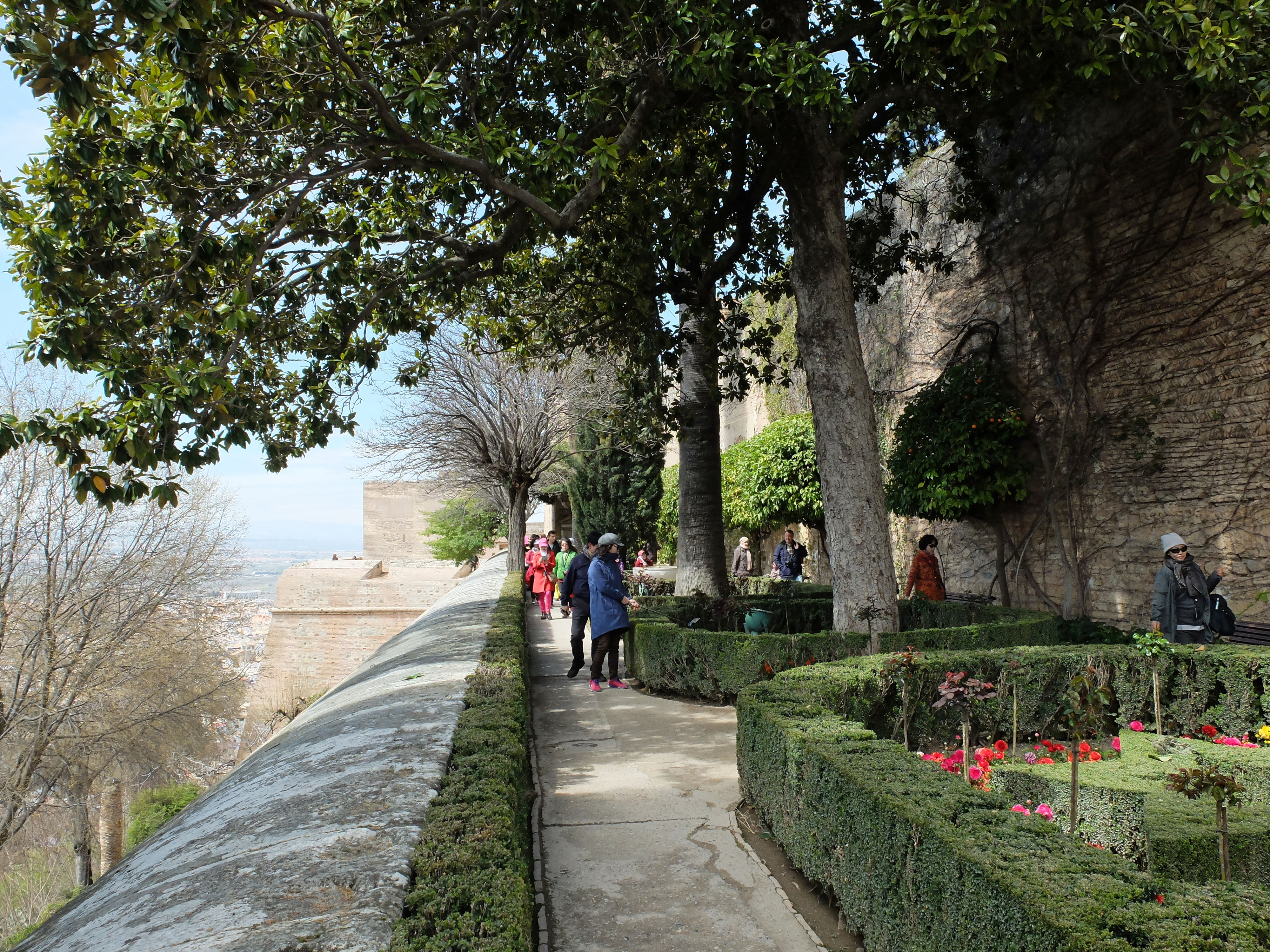
Jardín de los adarves, a lo largo de la muralla sur de la Alcazaba.
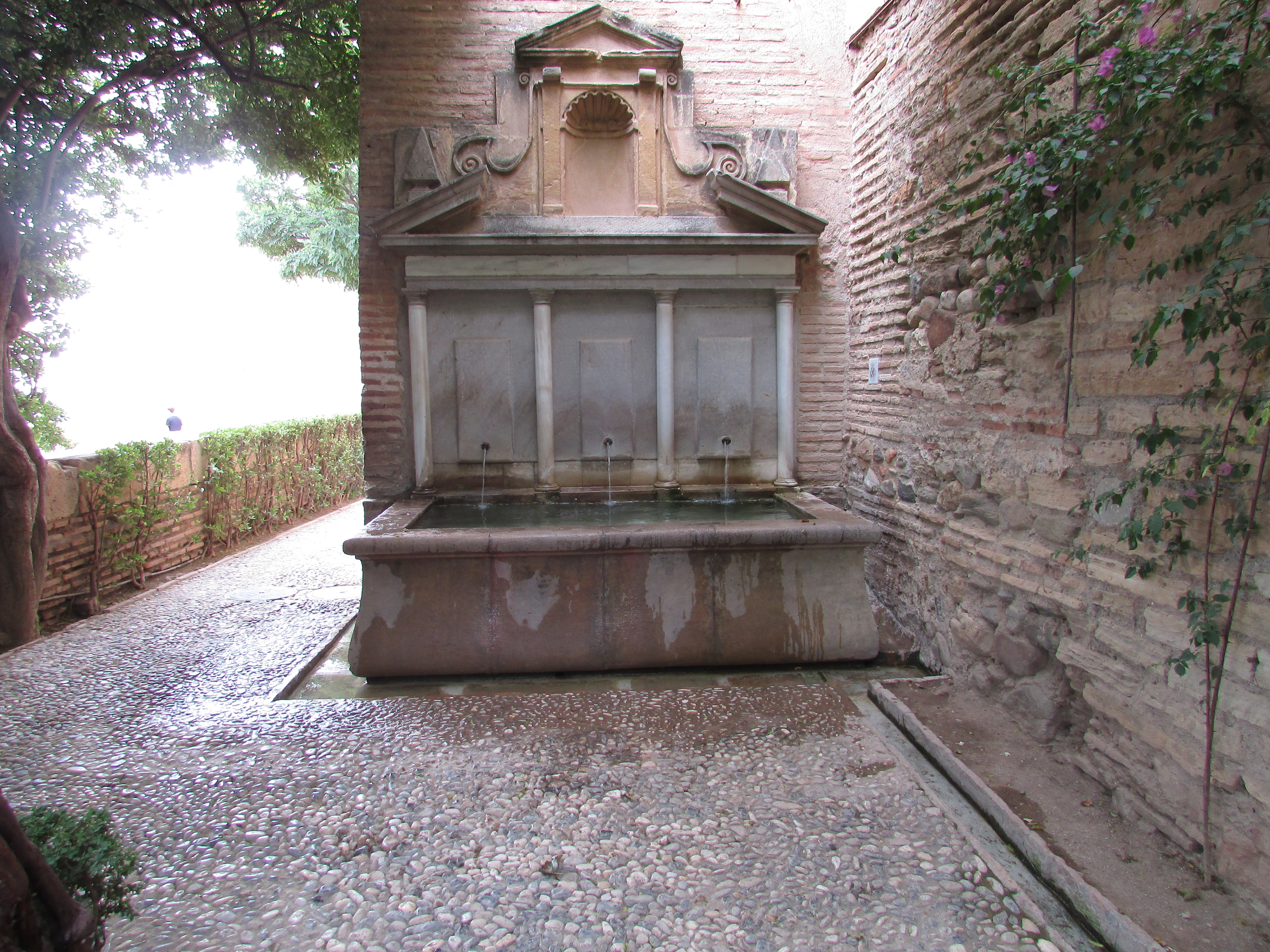
Fuente en el extremo oeste del jardín.
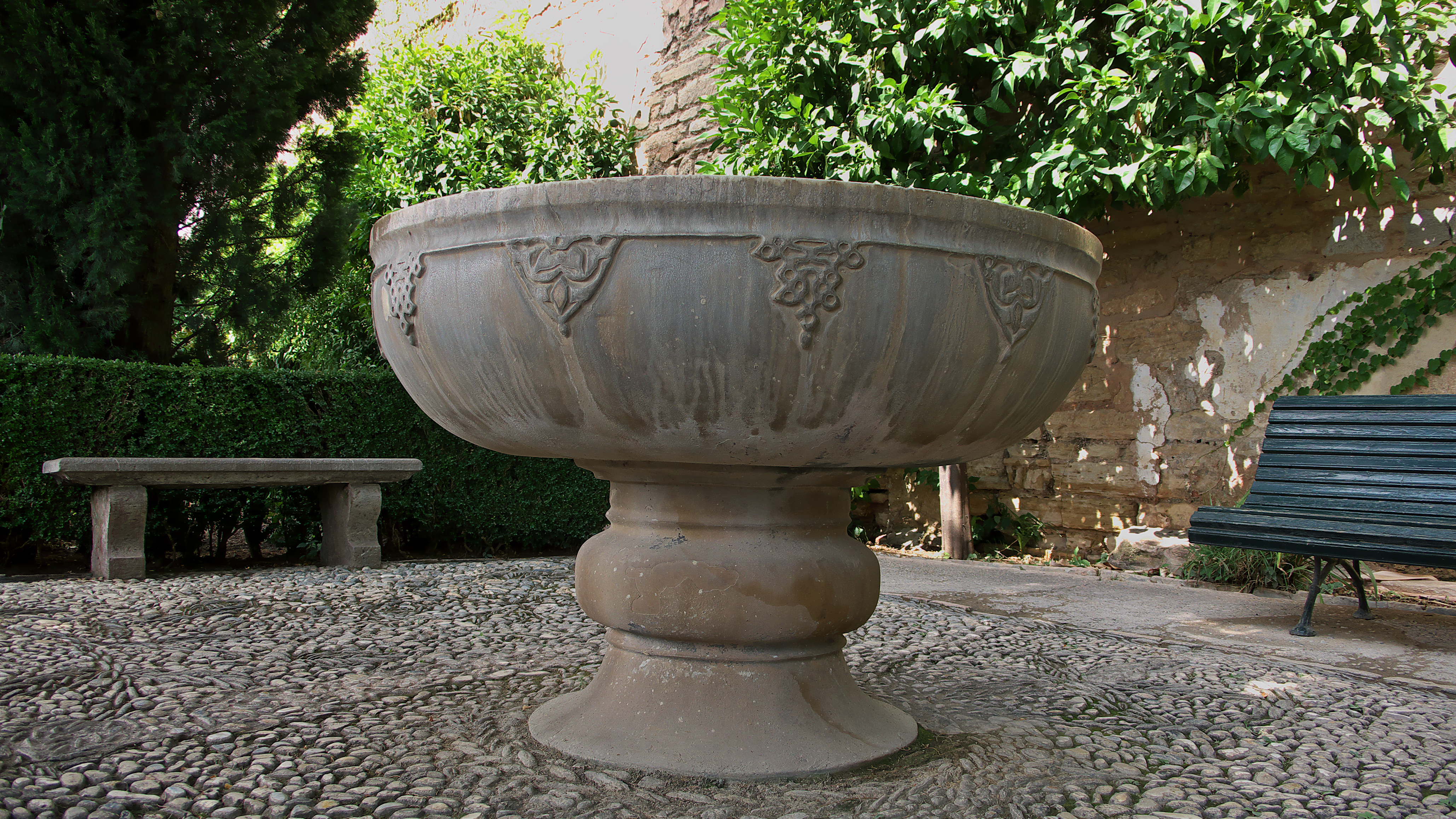
Pieza de la fuente del jardín que se instaló en el Patio de los Leones en 1624, trasladada aquí en 1954.
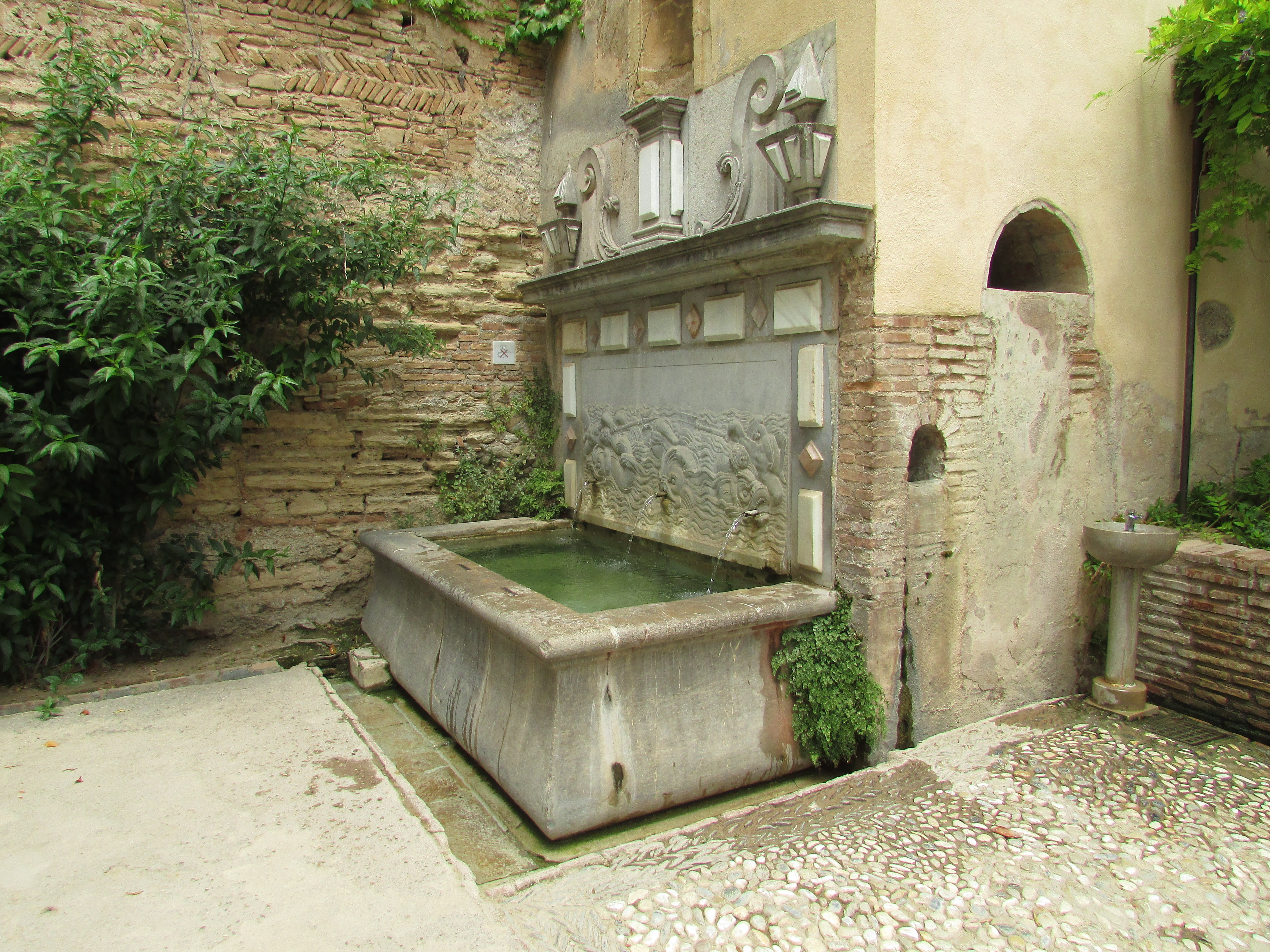
Fuente en el extremo este del jardín, con imágenes acuáticas.
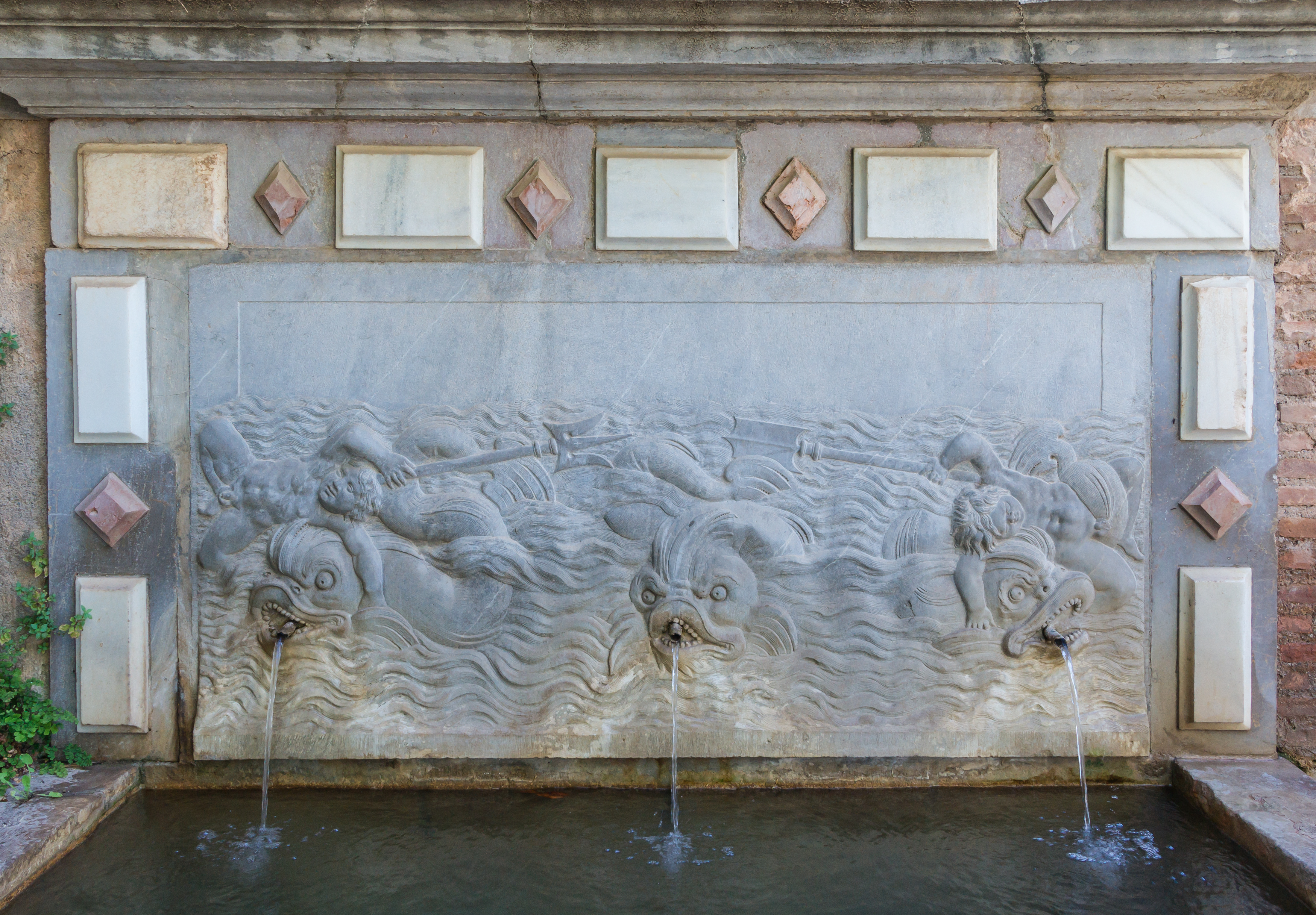
Detalle de la fuente oriental.